# Гіспанія (команда Формули-1)
Гіспанія  (англ. Hispania, повна назва Hispania Racing F1-Team, до 3 березня 2010 року Campos Meta 1) — перша іспанська команда, що вийшла на старт Чемпіонату світу в класі Формула-1. Команда була заснована Адріаном Кампосом у 2009 році, перед початком сезону Формули-1 2010 була викуплена іспанським підприємцем Хосе Рамоном Карабанте. У липні 2011 року була придбана інвестиційною компанією Thesan Capital.